# Groupe Maurice Cachoud
Le Groupe Maurice Cachoud ou Groupe Cachoud est nommé d'après le pseudonyme de son dirigeant Maurice Loebenberg, qui avec environ 25 autres sont engagés dans la Résistance, dans la région de Nice. Les activités principales du réseau sont d'obtenir de faux papiers d'identités, le transfert de fonds et de recruter des membres de l'administration française pour aider au sauvetage de Juifs, durant la Seconde Guerre mondiale.

## Histoire

### Maurice Loebenberg
Le fondateur du groupe est Maurice Loebenberg.
Entré dans la résistance dès 1940, Maurice Loebenberg est responsable de la diffusion du journal Combat dans la région de Marseille en 1941. À partir de mai 1943, et surtout après l'occupation par les Allemands, sous le commandement d'Alois Brunner, en septembre 1943, de la Côte d'Azur (jusque-là occupée par les Italiens), grâce à ses compétences professionnelles de graveur, Maurice Loebenberg, secondé par Jacob Weintraub, Claude Gutmann et Raymond Heymann, se lance dans la confection de faux papiers à grande échelle. Il prend contact avec l'Armée juive et constitue le Groupe Maurice Cachoud, son nom de guerre, qui se procure des milliers de timbres de quittance, de papiers officiels français ou allemands de façon à forger au mieux les documents (cartes d'identité, certificats de naissance, extraits d'actes de mariage, cartes d'alimentation) qu'il produit et qu'il distribue aux Juifs, aux membres de la Résistance et aux hommes du maquis : « en 1944, le degré d'élaboration de ce service est tel qu'il fabrique des trousses de faux papiers destinés à alimenter les usines, les groupements de réfractaires, les israélites traqués… Aussi complètes que variées et d'emploi facile (des notices explicatives y étaient jointes), ces trousses du parfait faussaire étaient pratiquement de petits laboratoires de campagne ». On estime que son groupe a produit plus de 20 000 cartes d'identité de septembre 1943 à mars 1944. Il organise aussi des départs clandestins de jeunes gens vers les colonies françaises pour leur permettre de s'y engager dans les forces de la France libre. Enfin, il participe aussi à la lutte armée contre les dénonciateurs qu'il traque et fait exécuter.
En mai 1944, il est appelé à Paris pour y centraliser le service des faux-papiers du MLN. Raymond Heymann lui succède à Nice et Pierre Mouchenik, faussaire chevronné, prend la tête du laboratoire. À Paris, le jeune faussaire Adolfo Kaminsky travaille avec  Maurice Loebenberg pendant les deux mois qui précèdent sa fin tragique.
Les responsables de l'Organisation Juive de Combat à Paris y ont pris contact avec un agent allemand qui se fait passer pour un envoyé de l'Intelligence Service, Karl Rehbein, celui-là même qui sera aussi responsable du massacre des jeunes résistants fusillés à la cascade du bois de Boulogne. Ce dernier fait arrêter Maurice Cachoud-Loebenberg le 17 juillet 1944, avec d'autres membres de l'Organisation juive de combat et il est livré à la Gestapo française puis torturé à mort par la Gestapo française au 180 de la rue de la Pompe. On retrouve son corps des mois plus tard dans un buisson du bois de Verrières aux environs de Paris.
Il est enterré au cimetière du Montparnasse le 10 avril 1945 avec les honneurs militaires.

### Le Groupe
Le groupe comprend des membres du Comité Dubouchage et d'autres organisations de résistance juives.
Parmi les dirigeants on trouve: Jacob Weintraub et Claude Gutman.
Au printemps 1944, Maurice Cachoud part pour Paris. Raymond Heymann prend la tête du mouvement.
Le groupe reçoit des fonds de la Fédération des sociétés juives de France (FSJF) et de l'UGIF.